# Штучний камінь

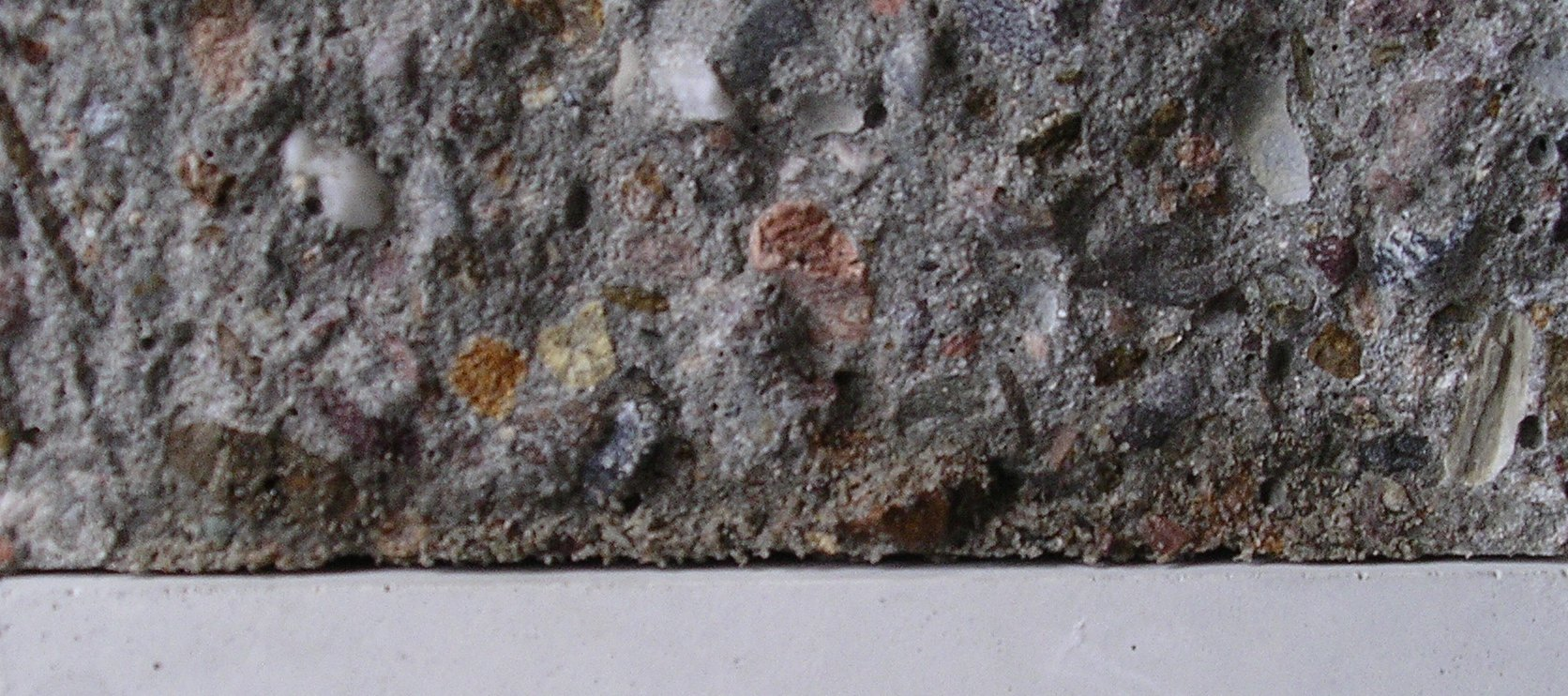
Бетон.

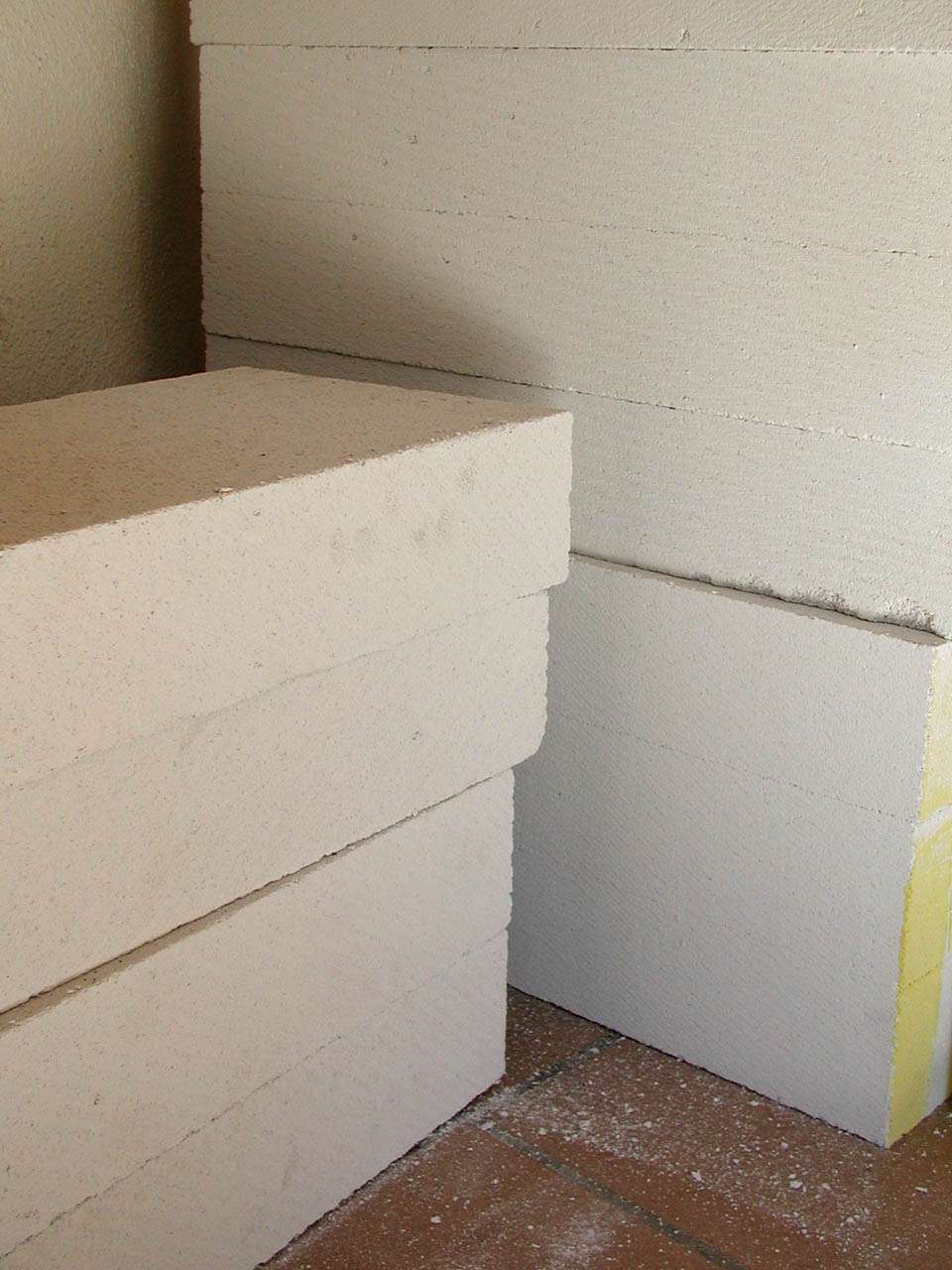
Газобетонні блоки.

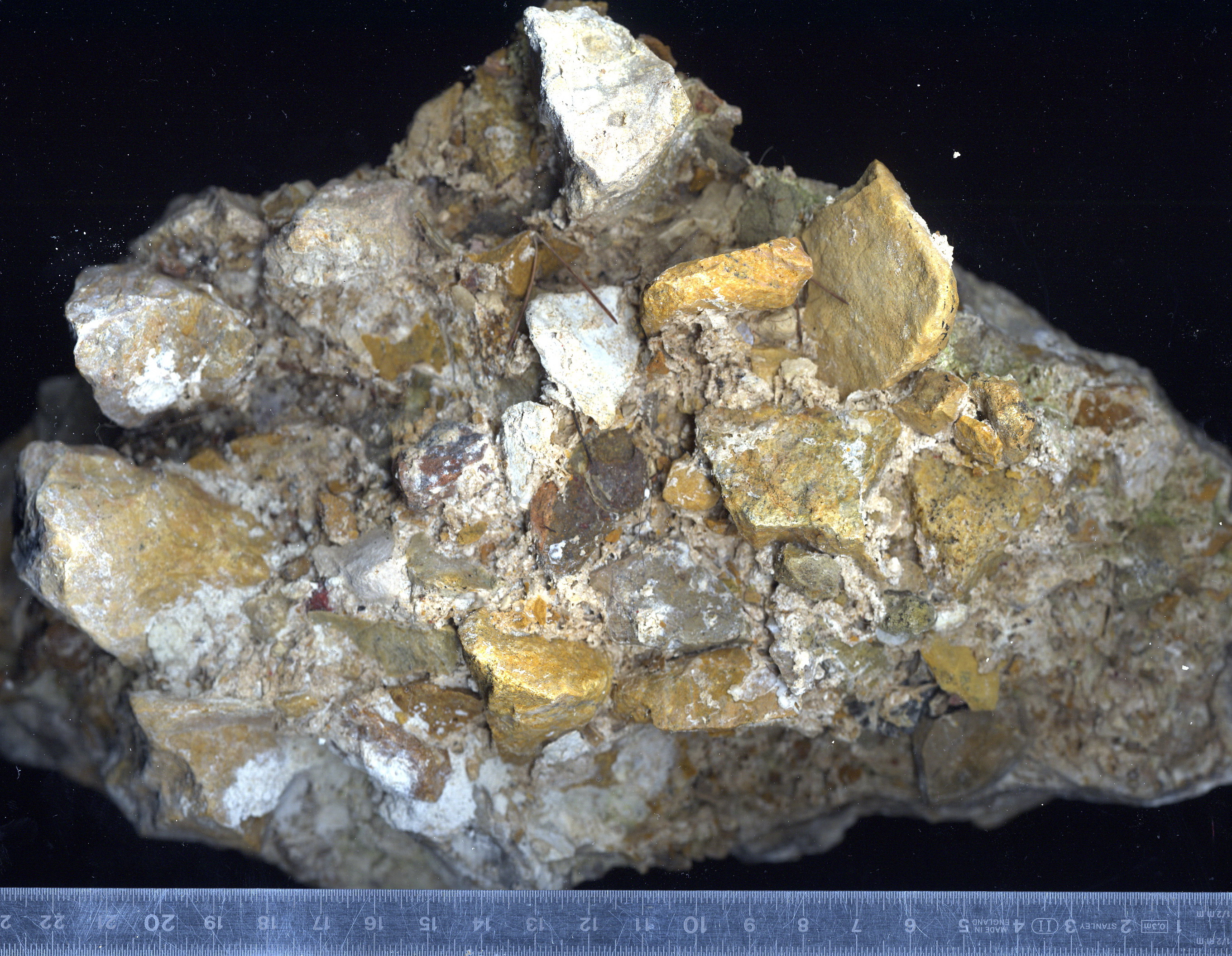
Бетон часів Давнього Риму.

Шту́чний ка́мінь — так називають різні види штучно створеної кам'яної продукції. Використовувався ще у Давньому Римі (бетон). Широке застосування одержав у XIX столітті і продовжують використовуватися в XXI. Цей камінь застосовувався для будівництва будинків та інших споруд, а також в промислових цілях, наприклад, як точильного каменю.
Одним з перших був камінь «Коад», створений за допомогою керамічного випалу, хоча насправді штучний камінь складався з бетону, який заливали в дерев'яні або залізні форми. Такий камінь був дешевше і був зручнішим, аніж звичайний, тому він і знайшов своє широке застосування. Для інженерних проектів це мало свої переваги: доставка матеріалу для штучного каменю і виготовлення його прямо на місці було вигідніше, ніж транспортування дуже великих вантажів готового каменю.
Широке поширення набув камінь «Вікторія», який складався з дрібно покришеного граніту з гори Соррел (Лестершир) і портлендцементу, ретельно змішаного автоматизованим способом у пропорціях три до одного і покладеного в шаблони потрібної форми. Коли цемент заливали у форми, вони були дуже нестійкі, тому було прийнято рішення помістити їх в силікатний пісок на 2 тижні з метою затвердіння і зміцнення фізичних властивостей каменю. Багато виробників стали випускати цей матеріал, тому що він був досить щільним і в змозі ефективно протистояти впливу морського повітря або забрудненій атмосфері великих міст.
Сучасний штучний камінь — це певний архітектурний матеріал, що дозволяє імітувати розріз природного каменя при кладці. Технологія штучного каменю використовується для кам'яної кладки при створенні архітектурних особливостей, орнаментів або облицювання будівель та споруд.
Штучний камінь може бути зроблений з білого або сірого цементу, штучного або натурального піску, ретельно відібраного покришеного каменю або натурального гравію високої якості з додаванням мінеральних фарбувальних пігментів, щоб досягти бажаного кольору і зовнішнього вигляду, при цьому не втративши фізичних властивостей, які притаманні натуральному каменю. Штучний камінь — це чудова заміна натурального вапняку, пісковику, мідного купоросу, граніту, сланцю, коралової скельної породи, травертину та інших натуральних каменів при будівництві.